# シアトルパシフィック大学
シアトルパシフィック大学(英語: Seattle Pacific University,略称：SPU)は、米国ワシントン州シアトルにある私立のキリスト教大学。1891年に自由メソジスト教会の神学校として設立され、1915年にシアトルパシフィック・カレッジに改称、1977年に現名称に変更した。クリスチャン・カレッジ・コンソーシアムに加盟している。 

## 歴史
1891年に自由メソジスト教会が海外宣教師養成のための神学校として設立した。 

### 過去の名称
建学当初の自由メソジスト教会の神学校から現在の4年制大学へと発展する過程で、数回名称変更を行っている。
- 1891年 – シアトル神学校 Seattle Seminary
- 1913年 – シアトル神学大学 Seattle Seminary and College
- 1915 –シアトルパシフィック（クリスチャン）カレッジSeattle Pacific College/Seattle Pacific Christian College
- 1977 –シアトルパシフィック大学 Seattle Pacific University

## 教育
学士課程（リベラルアーツ）と5つの修士課程が設置されている。 
- 学士課程
  - 専攻：71科目
  - 副専攻：59科目
- 政治経済大学院
- 教育学大学院
- 健康科学大学院
- 心理学・家族学大学院
- 神学大学院

USニューズ&ワールド・レポート誌が実施する2020年全米大学ランキングでは192位タイにランクインしている。

## 基礎データ

### 学生数
2019年秋学期に実施された統計に基づく。
- 登録総数：3,529人 
  - 学部生：2,717人
  - 学士号取得後の学生：21人
  - 大学院生：791人
- 継続者数：2,531人（2018年-2019年）

### 学部データ
- 男女比（男性33%：女性67%）
- 学生と教職員の比率 13：1[5]
- 30人以下で実施される授業の割合：82%

## キャンパス

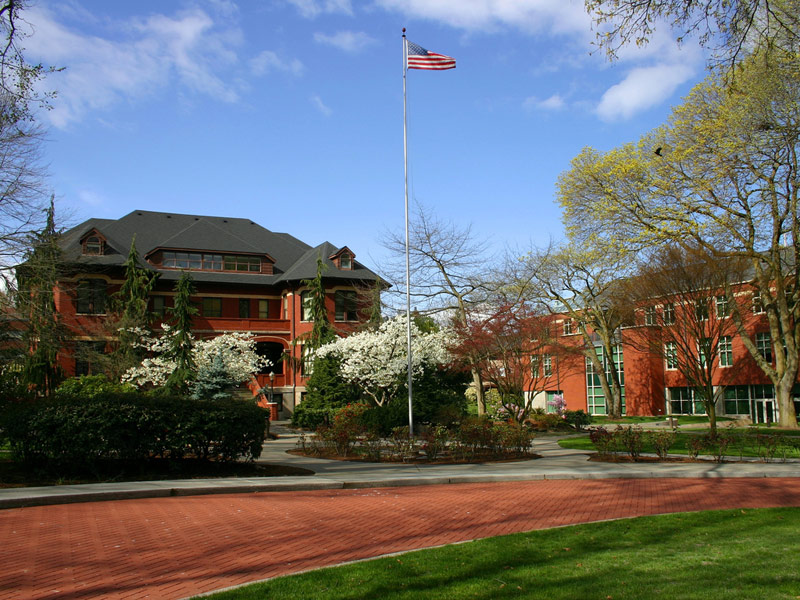
SPUティファニーループ

シアトルの市街地から車で10分ほど離れた郊外に43エーカーのキャンパスがある。

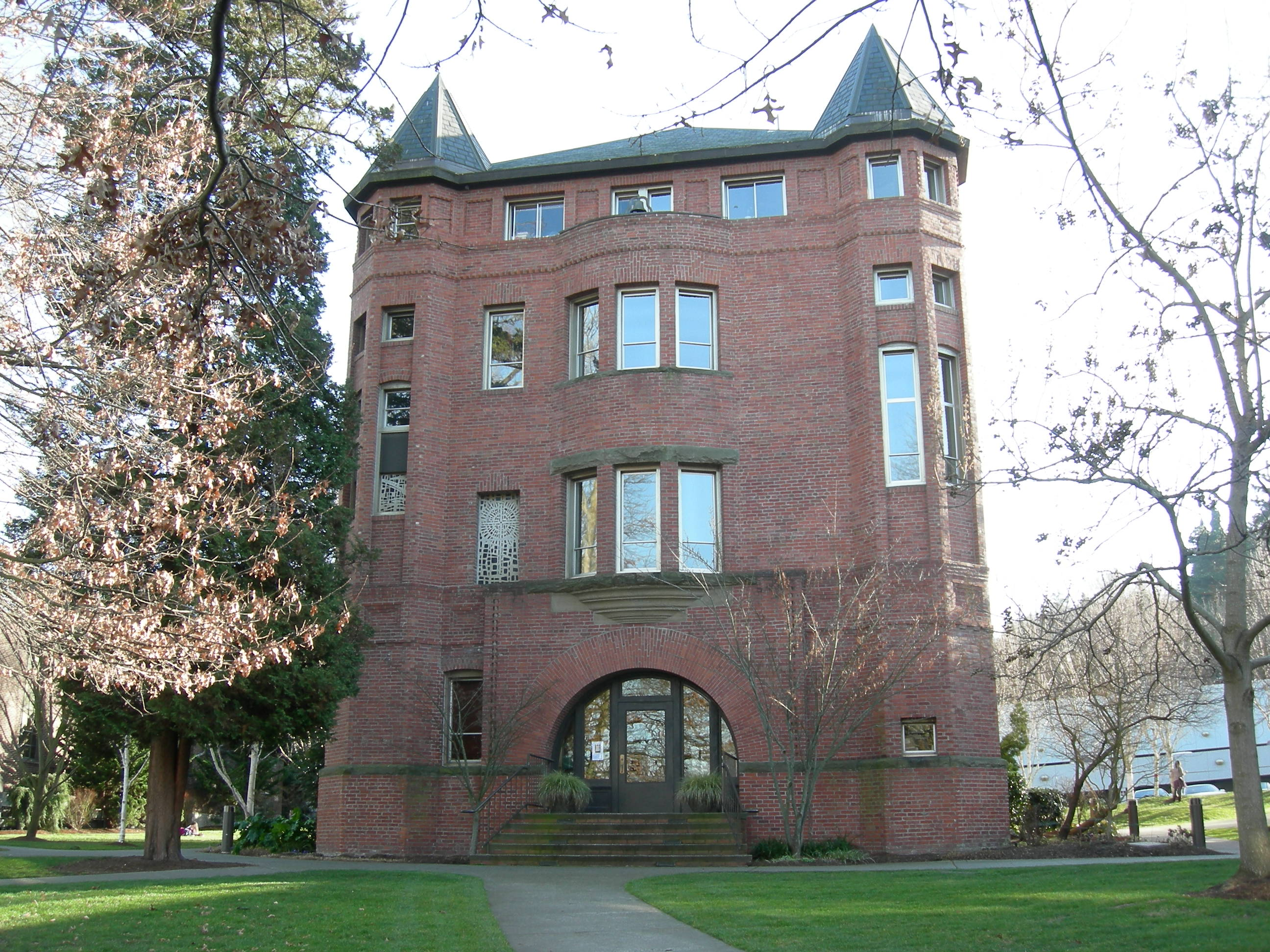
アレクサンダーホール

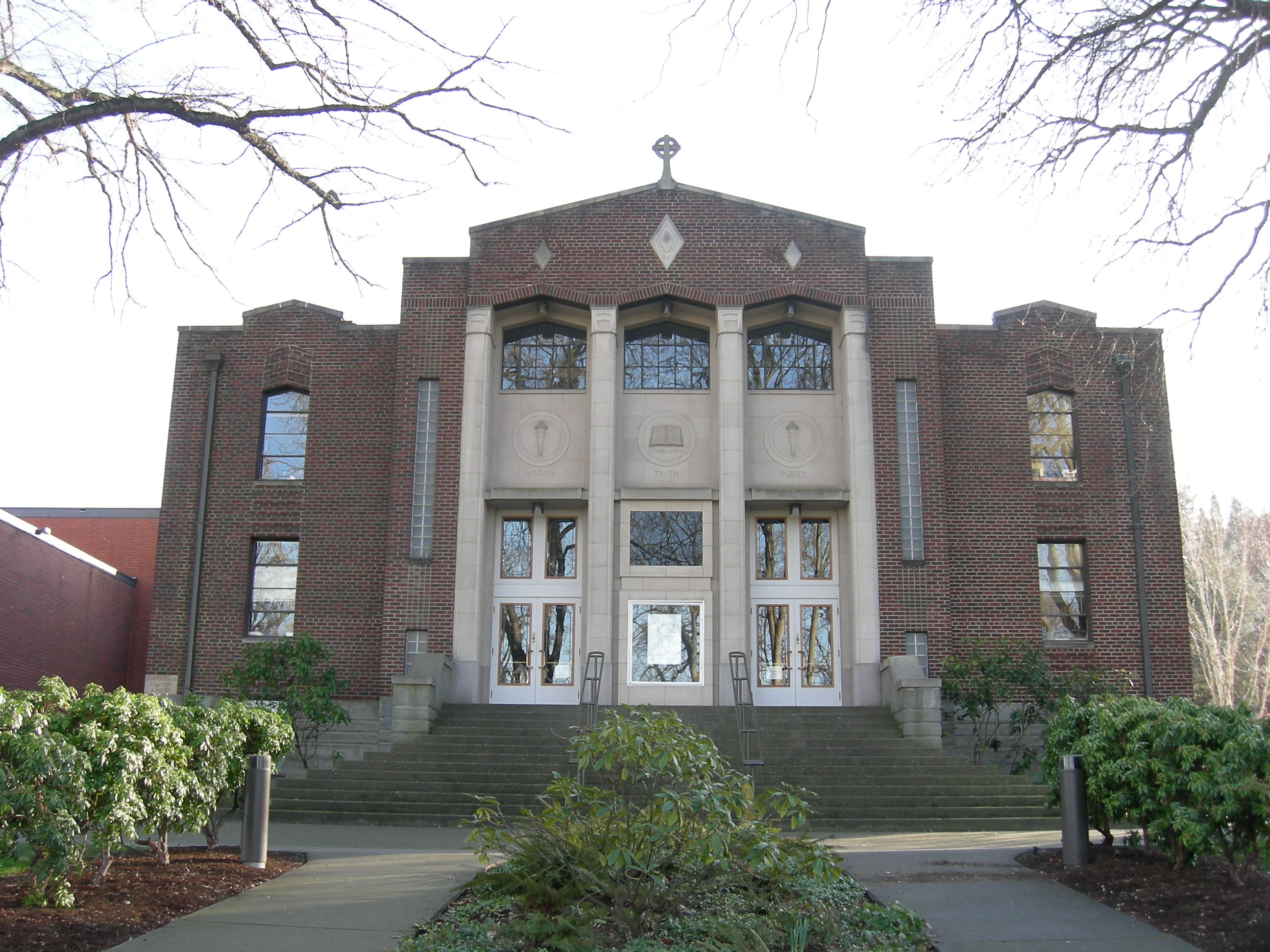
マッキンリーシアター

初代学長アレクサンダー・ビアーズから名付けられたホール。レンガ造4回建で神学大学院の本部が設置され、学士課程の社会学、歴史学の講義にも利用されている。大学創設時から存在する唯一の建築物であり、2014年に6,000万米ドルをかけて改装工事が行われた。ホールの隣にはマッキンリーシアターがある。
デマレーホール/時計塔
デマレーホールは事務局や学長室なども入居する中心的な建物である。1959年から9年間学長を務めたカルヴィン・ドール・デマレーに因んで名付けられた。
デマレーホールの正面の時計塔は1966年に設置された。
グウィンコモンズ
グウィンコモンズ1階には食堂、2階には多目的室がある。他目的室にはクイーン・アン・ルームとカスケード・ルームの2つがあり、それぞれ500人を収容することができる。また、売店も設置されており、学生が日用品を購入することができる。グウィンコモンズの名は大学の評議委員を32年間務めたウェルズ・グウィンに因んでいる。
エイムス図書館

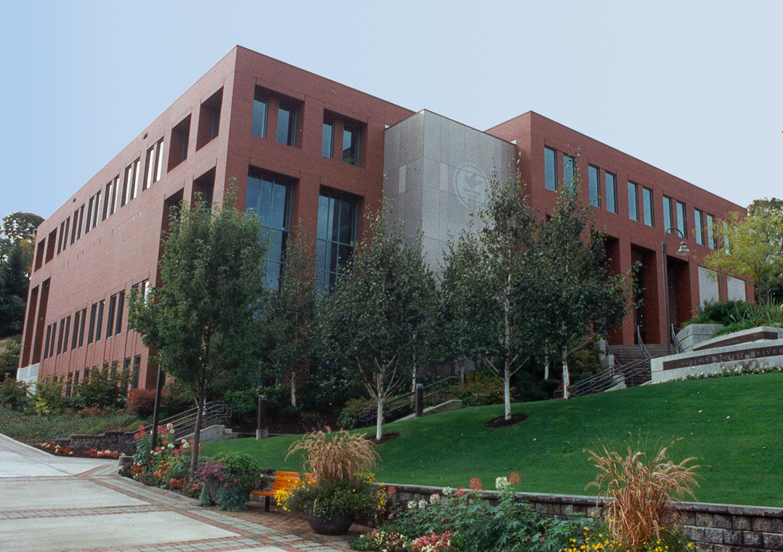
下から見上げたエイムス図書館

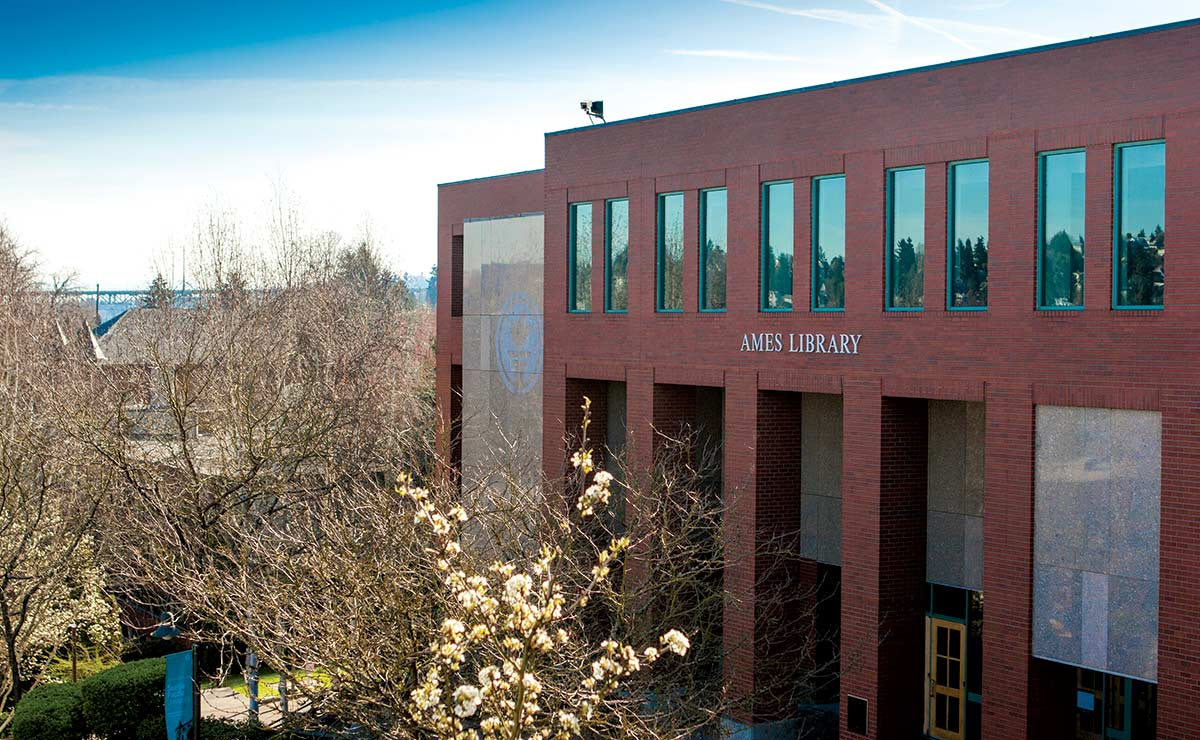
上から見下ろしたエイムス図書館

エイムス図書館は1994年に完成した大学図書館で、25万冊の蔵書と1,300の逐次刊行物を所蔵している。学生、教員、卒業生が利用でき、大学間協定によってワシントン大学を含むワシントン州とオレゴン州の学術図書館にある3,000万の資料にアクセスすことができる。

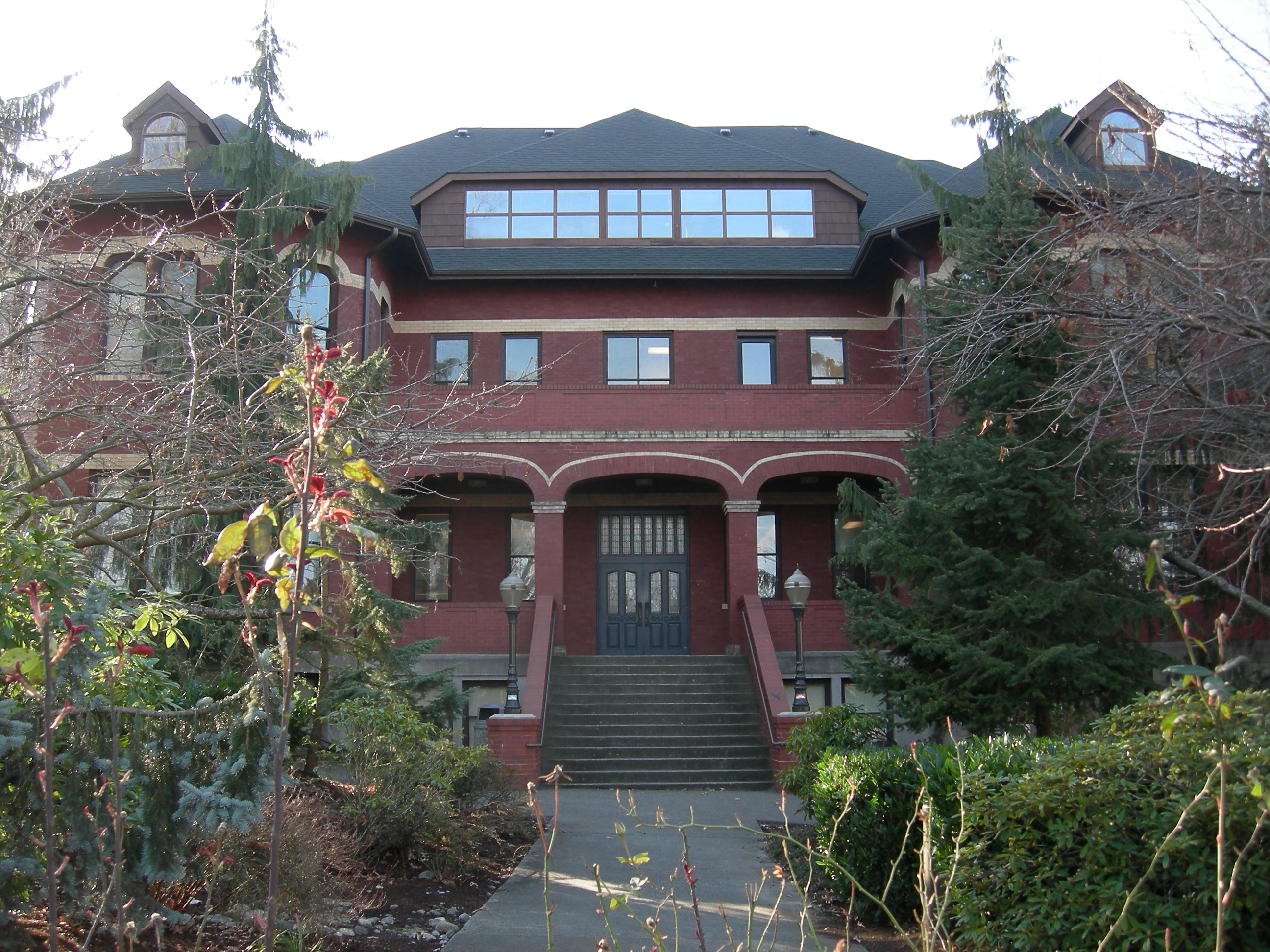
ピーターソンホール
ピーターソンホールはキャンパス内で2番目に古い建物で、教育学大学院と家族・消費者科学部が使用している。地下には調理室と裁縫室がある。シアトルパシフィック大学ではホームレスのために毎月炊き出しを行っており、その際には地下調理室が利用される。
学生会館
学生会館（Student Union Building : SUB）は1960年代に建設され、現在まで学生の活動拠点として利用されてきた。
フィリップ・W・アンド・シャロン・K・イートン・ホール
この建物は自然科学系の研究室が利用している。2003年に建てれられたこの建物はキャンパス内で最も新しく、電子顕微鏡、冷室、温室などの各種設備が整っている。この建物の由来となったフィリップ・W・イートンは元学長であり、シャロンはその妻である。

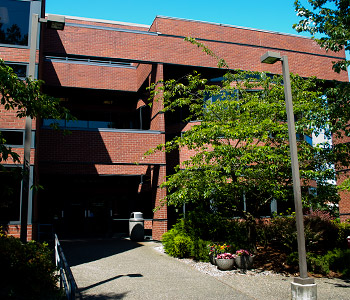
マッケンナホール
マッケンナホールはビジネス政治経済学部（SBGE）が使用している。この学部では経営学、会計学、経済学、政治学、国際開発学の学士号に加えて経営学修士（MBA）を含む3つの修士号が取得することができる。

### 学生寮
シアトルパシフィック大学には5つの学生寮が存在する。また、キャンパス外にも住居を借り上げており、学生が利用することができる。すべての学生寮は単身寮で、男性用と女性用で分かれている。学生寮の名前はアシュトン・ホール、ヒル・ホール、モイヤー・ホール、エマーソン・ホール、そしてアーネット・ホールである。
新入生は家族と同居する場合を除いて必ず寮生活をすることと定められている。また、食事プランも不足している。19歳までは原則寮生活とされており、20歳になると学生寮以外での生活が認められる。

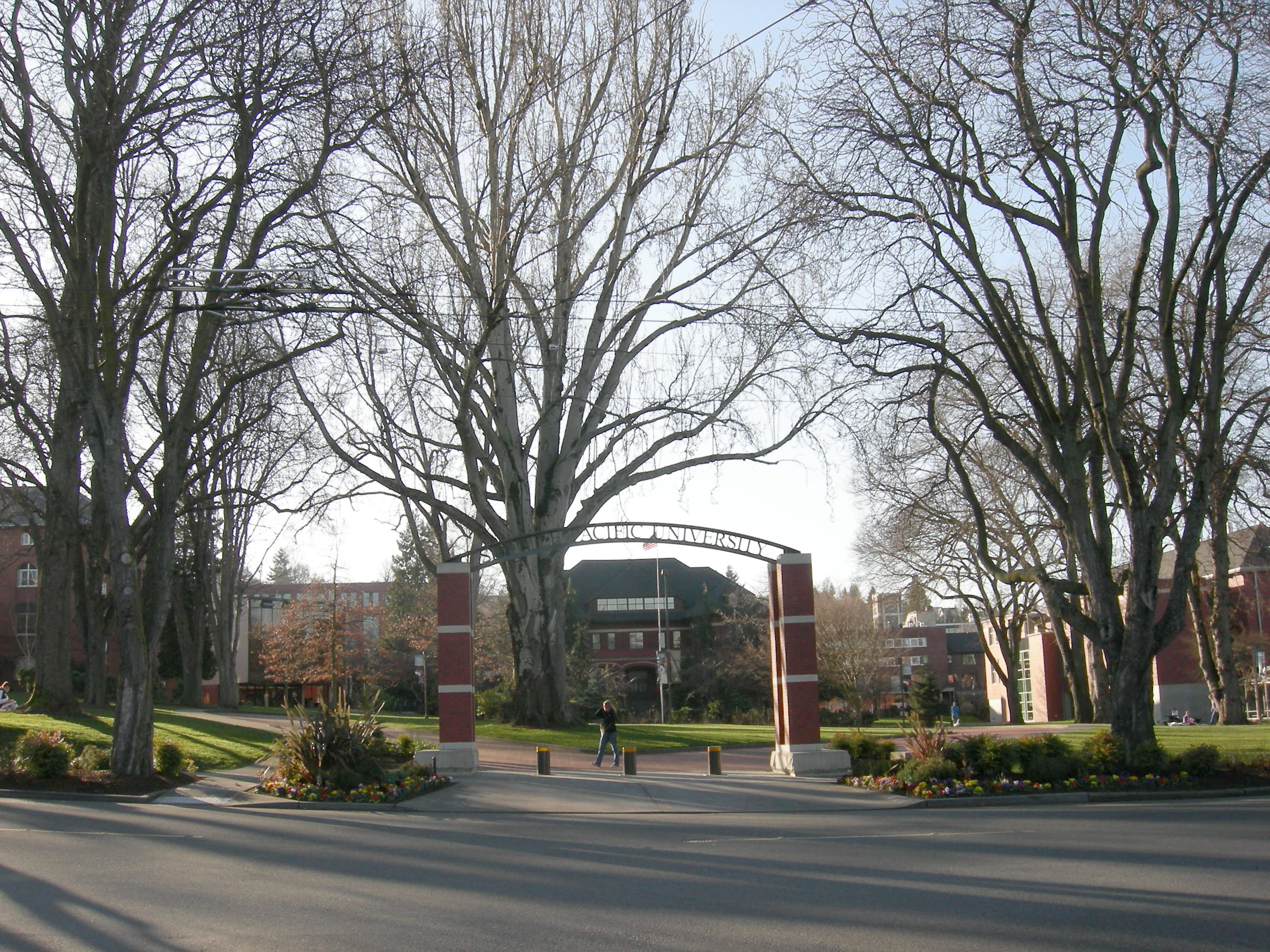
正門

2014年秋開設のアーネット・ホールは4階建で学内で2番目に小さい学生寮である。1人部屋、2人部屋、3人部屋が用意されており、1階にはラウンジ、緑色の屋根でルーフデッキもある。上階の窓からはワシントン湖の運河が見える。キャンパスの北西部に位置し、ディマレーホールの正面かつ食堂のあるグウィンコモンズにも近い。
1965年開設のアシュトン・ホールは6階建、入居者数400人を超える学内最大の学生寮である。寮名は心理学教授を務めたフィリップ・F・アシュトン博士に因んで名付けられた。キャンパス内で最も標高の高い場所に建てられており、多くの部屋からワシントン湖の運河を眺めることができる。アシュトン・ホール主催で多くのイベントが開催されており、舞踏会も開催される。過去にはスペース・ニードルやシアトル・ダブリュー・ホテルで舞踏会が開催されたこともある。
2001年開設のエマーソン・ホールは学内で2番目に新しい学生寮で、1人部屋、2人部屋、3人部屋が用意され、カードキーによるセキュリティやエクササイズ・センターも整備されている。この寮は「ブリッジ・プログラム」というプログラムを実施し、留学生や国際問題を学ぶ学生を受け入れている。また、寮主催のコーヒー・ハウスや映画祭、春の食事会などが開催されている。寮名はこの学生寮が面する通りから付けられた。
1962年開設のヒル・ホールはグウィン・コモンズと図書館の近くに位置する学生寮で、「家族的な」雰囲気で知られている。近年リニューアル工事を実施し、アスレチック・センターや中庭が整備された。寮ではスキット大会や舞踏会、キャンプなどが開催される。寮名は大学拡張の際に寄付をしたルーベン・ヒル家に因んで名付けられた。
1953年に開設され、1983年に改装工事を行ったモイヤー・ホールは学内最小の学生寮でキャンパスの中央に位置する。寮名は化学教授、学部長を務めたジェイコブ・モイヤー博士に因んで名付けられた。寮ではアイス・ブルームボールや借り物競走、合宿、全寮食事会などが開催される。かつてはマーストン・ホール（現在は廃止された）と対抗でアイス・ブルームボール大会が開催されていた。

## スポーツ
大学のスポーツチームは、 NCAAのディビジョンIIに所属している。 
男子 
- バスケットボール部
- クロスカントリー競走部
- サッカー部
- 陸上競技部

女子 
- バスケットボール部
- クロスカントリー競走部
- 体操部
- 漕艇部
- サッカー部
- 陸上競技部
- バレーボール部

## 著名な出身者
- ジェイコブ・デシェーザー：元アメリカ陸軍航空軍軍曹、宣教師
- ゴードン・フィー：ゴードン・コンウェル神学校教員、神学者
- マーカス・ハーネマン：93年卒、元アメリカ合衆国代表サッカー選手
- ゲイル・モラン：ジャズボーカリスト、作曲家
- ラリー・ウォール：76年卒、言語学者、プログラマー
- チャド・フォーシァー：サンアントニオ・スパーズアシスタントコーチ
- ジェリー・ブラウン：政治家、第34・39代カリフォルニア州知事

## 社会との関わり
2014年6月5日、オットーミラーホールで学生1人が死亡、2人が負傷する銃乱射事件が発生した。実行犯は同大学の学生ではなく、大学とは関係がなかった。現場に居合わせた学生が唐辛子スプレーを使用して実行犯の武装を解除し、この学生は2015年にその功績が認められ名誉勲章を受章した。2016年11月16日、実行犯は有罪判決を受け、禁固112年を言い渡された。